# Чемпионат мира по санному спорту 2024
52-й чемпионат мира по санному спорту состоялся с 26 по 28 января 2024 года на санно-бобслейной трассе в Альтенберге в Германии.

## Общая информация
Альтенберг принимал уже свой 3-й чемпионат мира по санному спорту. Первый состоялся в 1996 году, затем турнир проходили в 2012 году. 

## Медальный зачёт
(Жирным выделено самое большое количество медалей в своей категории; принимающая страна также выделена)
| Общее количество медалей | Общее количество медалей | Общее количество медалей | Общее количество медалей | Общее количество медалей | Общее количество медалей |
| Место                    | Страна                   | Золото                   | Серебро                  | Бронза                   | Всего                    |
| ------------------------ | ------------------------ | ------------------------ | ------------------------ | ------------------------ | ------------------------ |
| 1                        | Австрия                  | 4                        | 3                        | 2                        | 9                        |
| 2                        | Германия                 | 3                        | 2                        | 2                        | 7                        |
| 3                        | Латвия                   | 1                        | 2                        | 4                        | 7                        |
| 4                        | Италия                   | 1                        | 0                        | 0                        | 1                        |
| 5                        | США                      | 0                        | 1                        | 1                        | 2                        |
| 6                        | Швейцария                | 0                        | 1                        | 0                        | 1                        |
| Всего                    | Всего                    | 9                        | 9                        | 9                        | 27                       |

## Медалисты
| Дисциплина                 | Золото                                                                                                   | Золото   | Серебро                                                                                    | Серебро  | Бронза                                                                                                  | Бронза   |
| -------------------------- | --- | -------- | ------------------------------------------------------------------------------------------ | -------- | --- | -------- |
| Спринт (мужчины)           | Нико Гляйршер                                                                                            | 33.001   | Макс Лангенхан                                                                             | 33.071   | Кристерс Апарйодс                                                                                       | 33.124   |
| Спринт (женщины)           | Юлия Таубиц                                                                                              | 37.702   | Натали Мааг                                                                                | 37.774   | Элина Иева Бота                                                                                         | 37.813   |
| Спринт (двойки, мужчины)   | Мартиньш Ботс Робертс Плуме Латвия                                                                       | 27.863   | Томас Штой Вольфганг Киндль Австрия                                                        | 27.895   | Юри Гатт Риккардо Шёпф Австрия                                                                          | 27.973   |
| Спринт (двойки, женщины)   | Андреа Фёттер Марион Оберхофер Италия                                                                    | 28.421   | Анда Упите Зане Калума Латвия                                                              | 28.438   | Марта Робежниеце Кития Богданова Латвия                                                                 | 28.467   |
| Одноместные сани (мужчины) | Макс Лангенхан                                                                                           | 1:47.813 | Нико Гляйршер                                                                              | 1:48.574 | Феликс Лох                                                                                              | 1:48.630 |
| Одноместные сани (женщины) | Лиза Шульте                                                                                              | 1:43.901 | Юлия Таубиц                                                                                | 1:44.005 | Мадлен Эгле                                                                                             | 1:44.076 |
| Двухместные сани (мужчины) | Юри Гатт Риккардо Шёпф Австрия                                                                           | 1:22.924 | Томас Штой Вольфганг Киндль Австрия                                                        | 1:22.970 | Тобиас Вендль Тобиас Арльт Германия                                                                     | 1:23.279 |
| Двухместные сани (женщины) | Селина Эгле Лара Кипп Австрия                                                                            | 1:24.761 | Анда Упите Зане Калума Латвия                                                              | 1:24.811 | Шевонна Форган София Киркби США                                                                         | 1:24.897 |
| Смешанная эстафета         | Германия · Юлия Таубиц · Тобиас Вендль · Тобиас Арльт · Макс Лангенхан · Даяна Айтбергер · Саския Ширмер | 3:10.869 | США · Саммер Бритчер · Дана Келлог · Франк Ик · Такер Вест · Шевонна Форган · София Киркби | 3:11.227 | Латвия · Элина Иева Бота · Мартиньш Ботс · Робертс Плуме · Кристерс Апарйодс · Анда Упите · Зане Калума | 3:11.275 |